# Цзянь Боцзань
Цзянь Боцза́нь (кит. трад. 翦伯贊, упр. 翦伯赞, пиньинь Jiǎn Bózàn; 1898 — 18 декабря 1968 года) — китайский историк-марксист, действительный член Академии наук Китая (1955). Был деканом исторического факультета Пекинского университета. Автор работ по археологии, древней и средневековой истории Китая. В 1946 году Цзянь Боцзань опубликовал «Очерки истории Китая», охватывающие период от палеолита до III века н. э. В своих трудах он рассматривал историю Китая с марксистской точки зрения. Однако несмотря на то, что все его работы были выдержаны в духе официальной исторической науки, в годы «культурной революции» подвёргся критике. В 1968 году вместе с женой покончил жизнь самоубийством, приняв смертельную дозу снотворного.